# Estádio Anilado
Estádio Anilado é o estádio de futebol municipal de Francisco Beltrão, localizado no bairro Nossa Senhora Aparecida. É utilizado pelo Clube Esportivo União (CEU) e outros clubes da cidade para competições oficiais. 
Sua capacidade nominal é de 5 438 lugares oficializado pela Federação Paranaense de Futebol (em documentação da CBF, a capacidade oficial máxima é de 5 460).

## História

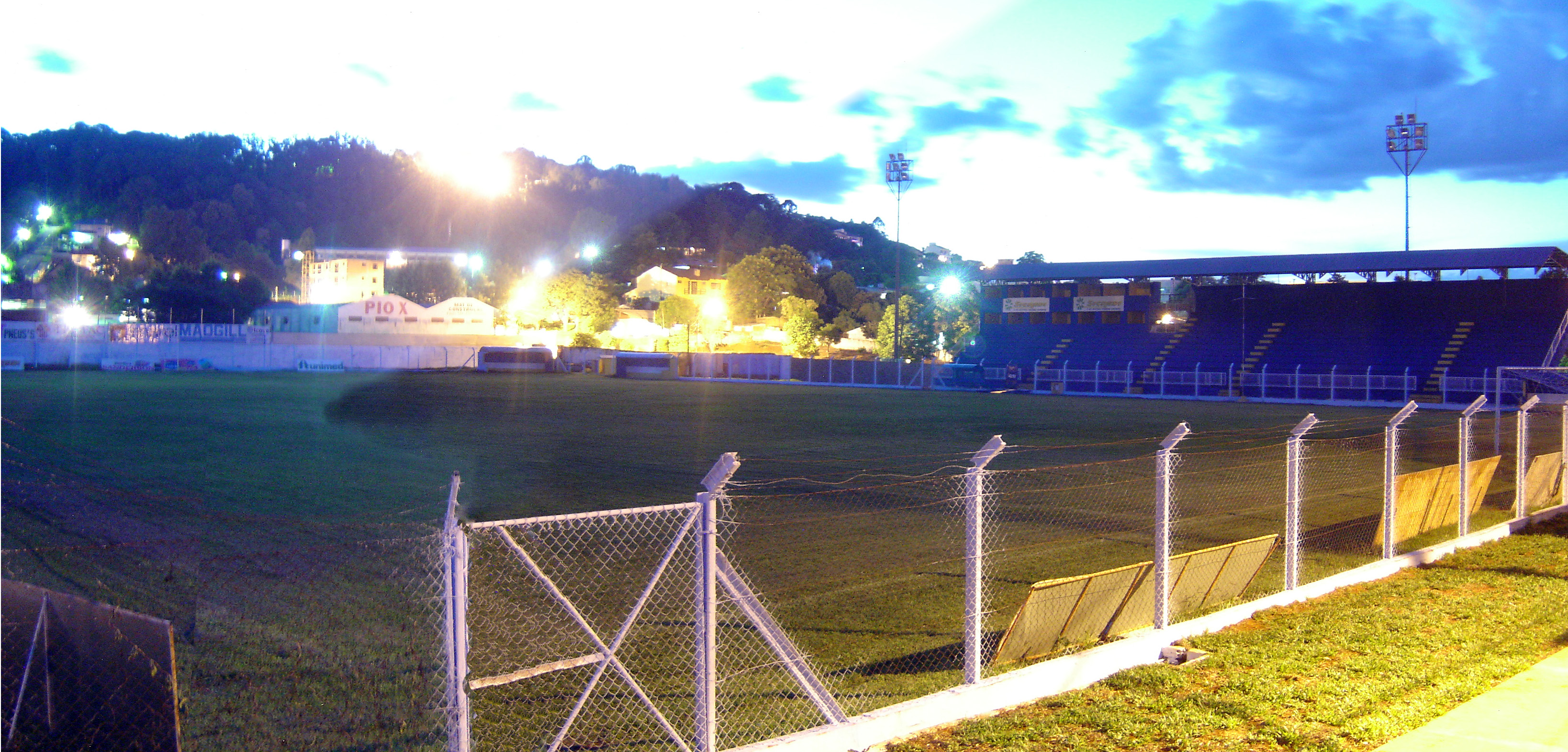
O Estádio Anilado.

O terreno onde esta instalado o estádio, foi uma composição de doação e desapropriação ocorrida no final da década de 1950. Parte do terreno foi doado por um dos pioneiros da cidade, Júlio Assis Cavalheiro, para a construção do estádio. Mas o terreno ainda era insuficiente para manter um campo com medidas oficiais. A alternativo foi a elaboração de uma lei municipal solicitando a desapropriação de parte da "Rua Goiás" para fins de construção do estádio, e repassando a propriedade para o clube. Assim feito, foram construídas arquibancadas de madeira numa das laterias do campo, enquanto a outra lateral possuia uma grande elevação, onde os torcedores assistiam os jogos em pé. Esta lateral do estádio ficou popularmente conhecida de "barranco", pois na realidade era um grande barranco de terra. O trecho permaneceu com este nome, mesmo depois de construída a arquibancada em concreto.
Durante os primeiros anos do "estadio", o campo não possuía gramado. Foi quando o presidente do União, Deni Lineu Schwartz, eleito prefeito, em 1960 contratou uma empresa especializada para plantar o gramado. Neste período, a arquibancada em madeira foi pintada em azul, em referência ao azul que fazia parte das cores da camisa do clube: azul e branco. Este fato motivou a população a apelidar o estadio de anilado. Sem um nome para um estádio que não foi construído de uma vez só, o clube não demorou em oficializar o local de "Estádio Anilado".
Na década de 1980, o C. E. União contraiu muitas dívidas trabalhistas com o antigo Instituto Nacional de Previdência Social (INPS). Estas dívidas se arrastaram para a década seguinte e a alternativa para sanear o problema foi municipalizar o estádio. Em 1993, na gestão do prefeito João Batista de Arruda, o Anilado passou a ser de propriedade da prefeitura da cidade. Nesta transação, o União e a prefeitura firmaram o acordo que o CEU tem o direito vitalício de utilizar o estádio sem a cobrança de qualquer taxa. Com a posse, o novo dono derrubou as arquibancadas de madeira e construiu novas arquibancadas em concreto.
Em 2008, houve a ampliação das arquibancadas do estádio. Em 2012, houve uma reforma no estádio para complementar alguns setores e reconstruir a cobertura e os postes de iluminação, derrubados por um vendaval em dezembro de 2011. Os refletores só foram recolocados em junho de 2017. Neste período (2012-2017), o estádio não realizou jogos noturnos.

### Recorde
O recorde de público é de 6 366 pagantes[carece de fontes?](desconsiderado os não-pagantes), ocorrido em 28 de fevereiro de 1993, em jogo contra o Coritiba. A partida terminou empatada em 1 x 1.